# Jeff Bianchi
Pour les articles homonymes, voir Bianchi.
Jeffrey Thomas Bianchi (né le 5 octobre 1986 à Lancaster, Pennsylvanie, États-Unis) est un ancien joueur de champ intérieur au baseball. Il évolue dans les Ligues majeures de baseball pour les Brewers de Milwaukee de 2012 à 2014 et les Red Sox de Boston en 2015. 

## Carrière
Jeff Bianchi est un choix de deuxième ronde des Royals de Kansas City en 2005. Il amorce la même année sa carrière professionnelle en ligues mineures avec un club-école des Royals et demeure dans cette organisation jusqu'au terme de la saison 2011. Il rate toute la saison 2010 après avoir subi une opération de type Tommy John à l'épaule droite.
Le 9 décembre 2011, Bianchi passe des Royals aux Cubs de Chicago via le ballottage mais le 11 janvier suivant il passe aux Brewers de Milwaukee via la même procédure.
Bianchi fait ses débuts dans le baseball majeur avec Milwaukee le 13 juillet 2012. Il réussit son premier coup sûr dans les majeures le 25 août 2012 aux dépens du lanceur Jeff Karstens des Pirates de Pittsburgh, et son premier circuit le 28 août suivant contre Travis Wood des Cubs de Chicago. Jouant au troisième but, à l'arrêt-court et au deuxième but, Bianchi maintient une moyenne au bâton de ,216 avec 4 circuits et 40 points produits en 162 matchs des Brewers de 2012 à 2014. Il devient agent libre en octobre 2014. 
Bianchi joue 3 matchs avec les Red Sox de Boston en 2015 et passe le reste de l'année avec leur club-école de Red Sox de Pawtucket.
En 165 matchs joués au total dans les majeures, Bianchi compte 81 coups sûrs dont 4 circuits, avec 40 points produits. Sa moyenne au bâton en carrière s'élève à ,215.